# Leo Giamani
Leo Giamani, pseudonimo di Robert Foresta (Stati Uniti d'America, 19 giugno 1978), è un attore pornografico statunitense.

## Biografia
Giamani ha iniziato la sua carriera nella pornografia nella primavera del 2008, all'età di ventinove anni. Precedentemente aveva lavorato come vigile del fuoco e si era laureato in scienze. Si è esibito esclusivamente in film pornografici di genere gay, con la sola esclusione di una scena eterosessuale, con Luscius Lopez, per il sito Gay Eyes.
Dal marzo 2009 ha un contratto di collaborazione con la casa di produzione cinematografica Falcon Studios e Randy Blue Corporation. Nello stesso anno è stato testimonial di Rufskin, una nota compagnia di biancheria intima statunitense. Nel settembre 2010 ha annunciato il suo ritiro dalle scene. Ha fatto ritorno nel mondo del porno nel 2015 e nel 2018 con alcune scene.

## Riconoscimenti
- Vittorie
  - GayVN Awards 2009 Best Web Performer of the Year[2]
  - Grabby Awards 2010 Best Three Way for The Trainer (con Adam Killian e Ty Colt)[3]
  - Trendy Awards 2010 Best Cock[4]
  - Trendy Awards 2010 Best Chemistry (con Bo Dean) for Clash of the Cocksure Men Titans[4]

- Nomination
  - Grabby Awards 2009 Best Newcomers[5]
  - Xbiz Awards 2010 Gay Performer of the Year[6]
  - Xbiz Awards 2011 Gay Performer of the Year[7]

## Filmografia
- Best of Leo Giamani Bareback (2008)
- Cruise Collection 78: Leo Giamani (2008)
- Sun Valley Bareback (2008)
- Afternoon Heat (2009)
- Asylum (2009)
- Burning Desires (2009)
- Falcon Str8men 11 (2009)
- Falcon Str8men 12 (2009)
- Falcon Str8men 14 (2009)
- Falcon Str8men 8 (2009)
- Leo Giamani Serviced (2009)
- Men Of Massive Studio 7 (2009)
- Red Light (2009)
- Return To Sun Valley Bareback (2009)
- Roughin' It (2009)
- Straight Guys For Gay Eyes: Leo Giamani (2009)
- Summer Bareback Orgy (2009)
- That 70's Gay Porn Movie (2009)
- Trainer (2009)
- Adam Killian: My Big Fucking Dick (2010)
- Barebacking Fuck Buddies 7 (2010)
- Bo Dean And Leo Giamani (2010)
- Cum with Benjamin Bradley (2010)
- Dean's List (2010)
- Fucked by Chris Rockway (2010)
- Hot Tricks Hot Dicks (2010)
- Inntrigued (2010)
- Leo Giamani's Cock (2010)
- Locker Room (2010)
- Locker Room 2 (2010)
- Never Been Fucked (2010)
- Picking Up Trash 2: Leo Giamani And Ari Sylvio (2010)
- Steven Daigle: Stalked (2010)
- White Hot (2010)
- Unprofessional Behavior (2011)
- Adam Killian Mega Stud (2013)